# Uňatín
Uňatín (hongrois : Unyad) est un village de Slovaquie situé dans la région de Banská Bystrica.

## Histoire
La première mention écrite du village date de 1311.

## Démographie

### Évolution de la population
| Année:               | 1994. | 2004.   | 2014.   | 2024.   |
| -------------------- | ----- | ------- | ------- | ------- |
| Nombre de personnes: | 214   | 196     | 184     | 175     |
| Différence:          |       | -8,41 % | -6,12 % | -4,89 % |

| Année:               | 2023. | 2024.   |
| -------------------- | ----- | ------- |
| Nombre de personnes: | 180   | 175     |
| Différence:          |       | -2,77 % |

## Personnalités
- Pavol Mária Hnilica (1921-2006), prêtre jésuite slovaque